# Försvarsmaktens tjänstgöringsmedalj för rikets försvar
Försvarsmaktens tjänstgöringsmedalj för rikets försvar är en svensk militär utmärkelse och medalj som instiftades av Försvarsmakten år 2015. Medaljen utdelas till Gruppbefäl, soldater och sjömän efter viss tjänstgöringstid.
Medaljen är i brons, försilvrat brons eller förgyllt brons av 8:e storleken. Dess åtsida visar Försvarsmaktens heraldiska vapen samt texten "För rikets försvar" och en öppen lagerkrans runt ytterkanten. Frånsidan är slätt. Medaljen bärs på bröstet i gult band med fyra blåa ränder på vardera sidorna.
Medaljen faller inom Kategori I. Övriga officiella medaljer i Försvarsmaktens bärandeordning.

## Valörer
Medaljen utdelas i fyra valörer:
- Brons (efter 4 års anställning)
- Silver (efter 6 års anställning)
- Guld (efter 8 års anställning)
- Guld med tre kronor (efter 12 års anställning)